# (65706) 1992 NA
1992 أن أي (ويعرف أيضًا باسم (65706) 1992 أن أي وفق تسمية الكوكب الصغير) (بالإنجليزية: 1992 NA)‏ هو كويكب ضمن حزام الكويكبات؛ وترتيبه 65706 من حيث الاكتشاف.
اكتُشف هذا الجُرم الفلكي بواسطة روبرت إتش ماكنوت في 1 يوليو 1992.

## وصلات خارجية
- (65706) 1992 NA في قاعدة بيانات مختبر الدفع النفاث لأجرام النظام الشمسي الصغيرة

- الاكتشاف · مخطط المدار ·  العناصر المدارية · المعلمات المادية

- (65706) 1992 NA على موقع ويكي سكاي: DSS2, SDSS, GALEX, IRAS, Hydrogen α, X-Ray, Astrophoto, Sky Map, Articles and images